# Karłowo (powiat bytowski)
Karłowo (dodatkowa nazwa w j. kaszub. Karłowò) – wieś w Polsce, w województwie pomorskim, w powiecie bytowskim, w gminie Parchowo, na zachodnim skraju Pojezierza Kaszubskiego, nad zachodnim brzegiem jeziora Mausz (w pobliżu przesmyku lądowego dzielącego jeziora Mausz i Mały Mausz).
Do 2023 miejscowość była częścią wsi Parchowo.
W latach 1975–1998  Karłowo administracyjnie należało do województwa słupskiego.
Przed 1920 Karłowo nosiło nazwę niemiecką Karlowo.